# IC 4757
IC 4757 ist eine linsenförmige Galaxie vom Hubble-Typ S0-a im Sternbild Pfau am Südsternhimmel. Sie ist schätzungsweise 155 Millionen Lichtjahre von der Milchstraße entfernt.
Das Objekt wurde am 14. September 1901 von DeLisle Stewart entdeckt.